# Pavel Budinský
Pavel Budinský (* 26. září 1959 Chrudim) je český lékař, bývalý náměstek ředitele Fakultní nemocnice v Motole a bývalý voják. V letech 2007 až 2025 byl předsedou Československé obce legionářské. Byl také předsedou Sdružení válečných veteránů.

## Kauza Motol
Dne 24. února 2025 byl při zásahu Národní centrály proti organizovanému zločinu v korupční kauze v motolské nemocnici zadržen spolu s jejím tehdejším ředitelem Miloslavem Ludvíkem. Podle policejních dokumentů vlastní Budinský rozsáhlý majetek, na který si nebyl schopen legálně vydělat. Budinskému žalobkyně zajistila mj. více než 270 pozemků, dva rodinné domy nebo dva automobily značky Audi. Část jeho majetku se nachází také v Černé Hoře nebo Kostarice.
Kriminalisté považují Budinského za ústřední postavu celé kauzy, ve které je obviněno 18 lidí. Podle vyšetřovatelů vybíral peníze od podnikatelů, kterým měl nabízet výhody a podíly na zakázkách nemocnice. Den po zatčení se Budinský sám vzdal funkce provozně-technického náměstka motolské nemocnice.
Sdružení válečných veteránů Budinskému v reakci na kauzu pozastavilo výkon funkce předsedy. V Československé obci legionářské předsedou nejprve formálně zůstal, ale byly mu odebrány pravomoce. Dne 8. března 2025 byl zbaven členství.

## Ocenění
- Medaile NATO za činnost v bývalé Jugoslávii
- Řád za zásluhy Polské republiky
- Pamětní list Ministra obrany ČSFR za účast v operaci Pouštní bouře na území Království Saúdské Arábie a při osvobozování Kuvajtu 1990-1991
- Medaile Za zásluhy I. stupně (2016), udělená prezidentem Milošem Zemanem
- Pamětní medaile III. stupně „za zásluhy o obnovu a šíření legionářských tradic“, udělená Čs. obcí legionářskou[8]